# 233880 Urbanpriol
233880 Urbanpriol è un asteroide della fascia principale. Scoperto nel 2008, presenta un'orbita caratterizzata da un semiasse maggiore pari a 3,1894494 UA e da un'eccentricità di 0,1677268, inclinata di 5,54446° rispetto all'eclittica.